# Cima del Sol
Cima del Sol är en ort i Mexiko.   Den ligger i kommunen Tlajomulco de Zúñiga och delstaten Jalisco, i den centrala delen av landet, 500 km väster om huvudstaden Mexico City. Cima del Sol ligger 1 584 meter över havet och antalet invånare är 2 290.
Terrängen runt Cima del Sol är kuperad västerut, men österut är den platt. Runt Cima del Sol är det tätbefolkat, med 266 invånare per kvadratkilometer. Närmaste större samhälle är Hacienda Santa Fe, 6,7 km nordost om Cima del Sol. Omgivningarna runt Cima del Sol är en mosaik av jordbruksmark och naturlig växtlighet.